# SAFSTOR
SAFSTOR (от англ: Safe Storage — «безопасное хранение») — это метод вывода из эксплуатации ядерных объектов, при котором атомная электростанция или другой объект, находящийся в ведении Комиссии по ядерному регулированию США (англ: Nuclear Regulatory Commission (NRC)) , поддерживается в состоянии, позволяющем безопасно хранить объект и впоследствии дезактивировать (отсроченная дезактивация) до безопасного уровня.
Во время SAFSTOR установка с удалённым ядерным топливом находится под наблюдением в течение шестидесяти лет, прежде чем будет проведена полная её дезактивация и демонтаж до состояния, при котором ядерная лицензия больше не требуется. В течение времени хранения хранения часть радиоактивных загрязнителей реактора и электростанции распадается, что уменьшает количество радиоактивного материала, подлежащего удалению на этапе окончательной дезактивации.
Другими вариантами, установленными NRC, являются вывод из эксплуатации (DECON), который представляет собой немедленный демонтаж станции и реабилитацию площадки, и ядерное захоронение (ENTOMB), которое представляет собой закрытие загрязненных частей станции постоянным слоем бетона. Можно использовать сочетание вариантов, например, немедленное удаление компонентов паровой турбины и конденсаторов и SAFSTOR для более радиоактивной защитной оболочки. Поскольку NRC требует, чтобы вывод из эксплуатации был завершен в течение 60 лет, ENTOMB обычно не выбирается, так как за это время не вся радиационная активность снизится до безопасного фонового уровня.
Варианты вывода из эксплуатации выведенной из эксплуатации атомной станции могут быть выбраны в зависимости от наличия средств для вывода из эксплуатации, эксплуатации других реакторов на той же площадке или наличия установок для захоронения отходов. В 2004 г. в США было запланировано 11 реакторов для DECON и 9 для SAFSTOR. В 2008 г. 14 остановленных коммерческих энергетических реакторов были запланированы для DECON или уже были выведены из эксплуатации, 11 находились в состоянии SAFSTOR, 3 находились в состоянии ENTOMB, а энергоблок 2 в Три-Майл-Айленде был выгружен и будет дезактивирован после прекращения эксплуатации энергоблока 1.

## Варианты
Существуют различные варианты SAFSTOR, которые различаются по типу деятельности и требуемому мониторингу.
- Режим «горячего/холодного резерва» (англ: hot/cold standby) — установка поддерживается в рабочем состоянии, но не выдает активной мощности; мониторинг и техническое обслуживание аналогичны таковым при длительном отключении. Это может быть первым шагом, позволяющим планировать дальнейший останов и вывод из эксплуатации.
- Поднадзорный SAFSTOR (англ: custodial SAFSTOR) — такие системы, как радиационный контроль и вентиляция, продолжают работать, наряду с постоянной безопасностью и техническим обслуживанием объекта. Проводится минимальная первоначальная дезактивация.
- Пассивный SAFSTOR (англ: passive SAFSTOR)- требует более тщательной первоначальной очистки, но допускает только периодическую проверку объекта и отключение активных систем, таких как радиационный мониторинг.
- Усиленный SAFSTOR (англ: hardened SAFSTOR) — предотвращает проникновение на загрязнённые части установки при помощи установки прочных барьеров.

Все разновидности SAFSTOR требуют принятия мер по обеззараживанию участка по окончании срока хранения.